# بتشیتسه (منطقه تابور)
بتشیتسه (به چکی: Bečice) یک منطقهٔ مسکونی در جمهوری چک است که در منطقه تابور واقع شده‌است.
 بتشیتسه ۳٫۲۴ کیلومتر مربع مساحت و ۷۷ نفر جمعیت دارد و ۴۳۲ متر بالاتر از سطح دریا واقع شده‌است.